# Bruno Mezzena

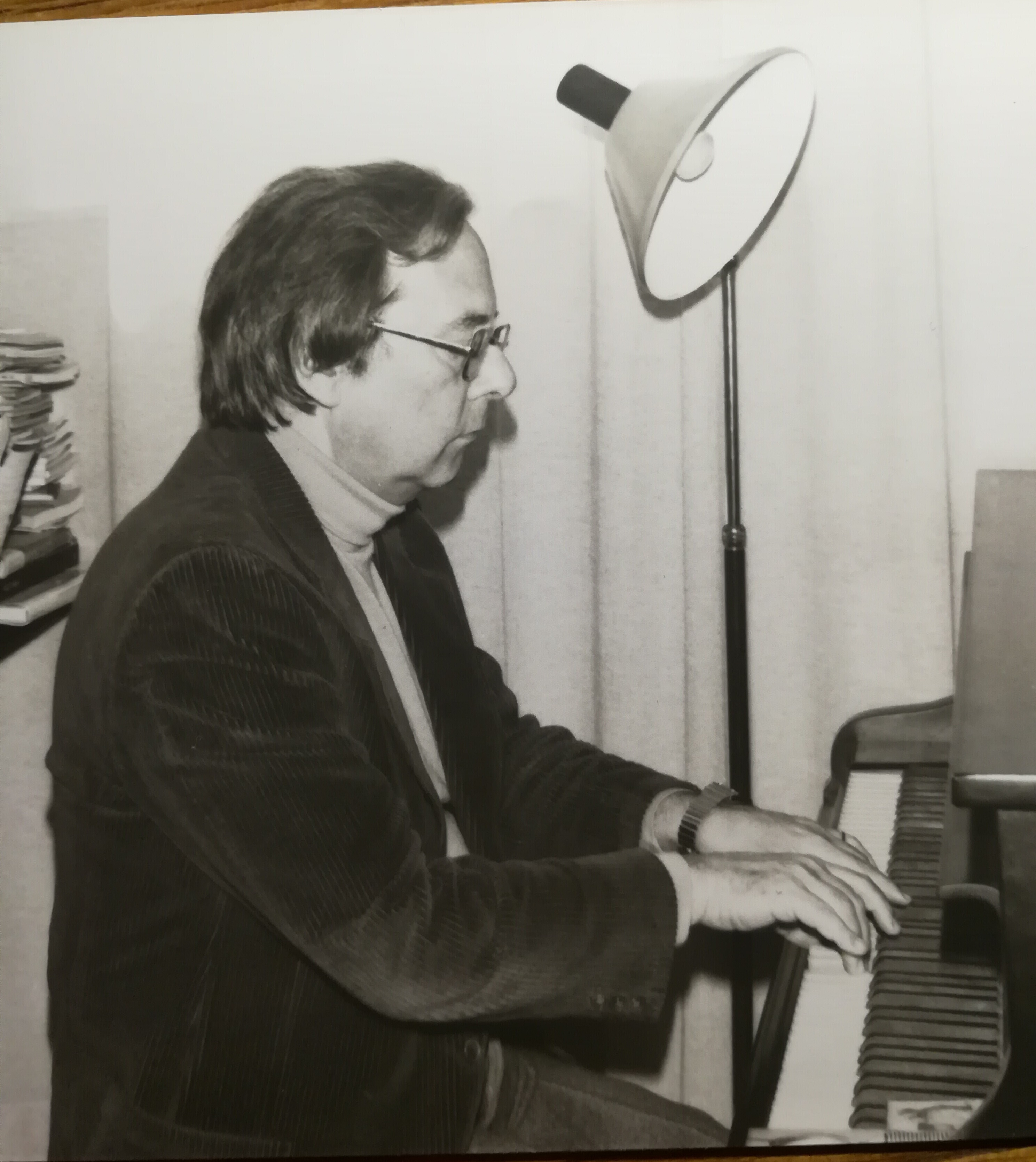
Bruno Mezzena (1970)

Bruno Mezzena (* 4. April 1927 in Trient; † 6. Juli 2017 in Tarent) war ein italienischer Pianist und Komponist. Er war ein Pionier in Italien in der Verbreitung der Musik des 20. Jahrhunderts. Sein Sohn ist der Violinist und Dirigent Franco Mezzena, mit dem Bruno Mezzena im Duo gespielt und mehrere Aufnahmen veröffentlicht hat.

## Pianist und Lehrer
Im Alter von fünfzehn Jahren schloss Bruno Mezzena das Conservatorio Benedetto Marcello in Venedig unter der Leitung von Nunzio Montanari mit Auszeichnung ab. Er bildete sich danach bei Tito Aprea, Arturo Benedetti Michelangeli und Marguerite Long weiter und nahm erfolgreich an verschiedenen Klavierwettbewerben teil (unter anderem 5. Platz in der zweiten Ausgabe des Internationalen Klavierwettbewerbs Ferruccio Busoni 1950 als einziger italienischer Gewinner).
Sein Repertoire umfasste das gesamte Klavierwerk von Schönberg, Berg und Webern. Seine von der Kritik gefeierten Interpretationen der Werke der Wiener Schule der Moderne haben einen wichtigen Beitrag zur Verbreitung dieser Musik in Italien geleistet. Als Solist hat er mit bedeutenden Orchestern in Italien und im Ausland unter der Leitung von Dirigenten wie Carlo Maria Giulini, Paul Angerer und Carlos Kleiber gespielt.
Von 1952 bis 1960 war er Lehrer am Konservatorium „Claudio Monteverdi“ Bozen und erhielt anschließend einen Lehrstuhl für Klavier am Conservatorio di musica „Francesco Antonio Bonporti“ di Trento e Riva del Garda in Trient, wo er bis 1986 auch Direktor war. Als Didaktiker war er von Bedeutung als Herausgeber und Rezensent von Methoden zum Studium des Klaviers bei verschiedenen Veröffentlichungen für die Edizioni musicali Bèrben in Zusammenarbeit mit Nunzio Montanari.
Von 1987 bis 2012 war er Direktor und Lehrer der fortgeschrittenen Spezialisierungskurse der Accademia Musicale Pescarese in Pescara. Er hat auch Meisterkurse für das Musica Riva Festival, für Ticino Musica, auf dem Campus Internazionale von Sermoneta, an der Universität Oxford, in Frankreich und in Japan gegeben.
Er spielte im Duo mit seinem Sohn, dem Violinisten und Dirigenten Franco Mezzena, und nahm mit ihm Werke von Ottorino Respighi, Ildebrando Pizzetti und Germaine Tailleferre auf.
Die letzten Jahre seines Lebens verbrachte er in Tarent. Er setzte seine Lehrtätigkeit bis ins hohe Alter fort.

## Komponist
Weniger bekannt ist Mezzenas Tätigkeit als Komponist. Er absolvierte 1953 das Konservatorium von Bozen in Chormusik und 1961 in Komposition und studierte unter der Anleitung von Alfredo Sangiorgi (selbst Schüler von Arnold Schönberg) und Renato Dionisi. Er gewann den ersten Preis beim Freiburger Kompositionswettbewerb mit einer Sonate für Violine und Klavier, bei der der Einfluss von Sangiorgi und der Zwölftontechnik offensichtlich ist.
Zu seinen bedeutendsten Stücken zählen die Sonate für Violine und Klavier (1963), Musica per Maja, Variationen und Fuge für Solovioline (1962) und Pagine per pianoforte (1965).

## Diskographie (Auswahl)
Mezzena hat ein umfangreiches Erbe hinterlassen mit Aufnahmen für Labels wie PDU, Angelicum, Dischi Ricordi, Polygram, EMI Italiana, CBS, Dynamic und Nuova Era.
Darunter sind die weltweit ersten Aufnahmen der Soloklavier-Version von Liszts Totentanz, der Transkription von Berlioz’/Liszts Symphonie fantastique und, mit dem Quintetto Italiano, der Quintette von Webern und der Transkription der Kammersymphonie op. 9 von Schönberg. Diese letzte Aufnahme wurde 1977 mit dem Preis der deutschen Schallplattenkritik ausgezeichnet.

### Als Solist
- 1972 – Bach: Klavierkonzert Nr. 5 (PDU)[10]
- 1973 – Berg, Webern: Klavierwerke (EMI Electrola)[11]
- 1975 – Liszt: Klaviersonate, Totentanz (PDU; weltweite Erstaufnahme)[12]
- 1976 – Berlioz/Liszt: Symphonie fantastique (Ricordi; weltweite Erstaufnahme)[13]
- 1978 – Chopin: The Mazurkas (PDU)
- 1979 – Casella: Undici pezzi infantili, Prokofjew: Due Sonatine (PDU)
- 1980 – Chopin: The Ballades (PDU)
- 1980 – Rossini: Les péchés de ma vieillesse (Ricordi)[14]
- 1982 – Liszt, Moscheles, Carlo Andrea Gambini: Omaggi a Paganini (Dynamic; Erstaufnahme)[15]
- 1985 – Rossini: 24 rien (Dynamic)[16]
- 1986 – Rossini: 6 Pieces from Album de Château (Dynamic)[17]
- 1987 – Brahms: Klaviersonaten op. 1, 2 (Nuova Era)[18]

### Als Kammermusiker
- 1977 – Webern: Klavierquintett; Schönberg: Kammersymphonie op. 9 – Quintetto Italiano (Ricordi; weltweite Erstaufnahme)[19]
- 1977 – Bartók: Klavierquintett – Quintetto Italiano (Ricordi)[20]
- 1977 – Schumann: Klavierquintett; Mahler: Quartettsatz – Quintetto Italiano (Ricordi; weltweite Erstaufnahme)[21]
- 1978 – Boccherini: 12 Klavierquintette – Quintetto Italiano (Music Collection; weltweite Erstaufnahme)[22]
- 1994 – Respighi, Pizzetti: Italian Masterpieces of the XXth Century, Violinsonaten, mit Franco Mezzena (Arcobaleno)[23]
- 1996 – Martucci: The Complete Piano Trios – Trio Mezzena-Bonucci (Dynamic)[24]
- 1996 – Castelnuovo-Tedesco: The Complete Piano Trios – Trio Mezzena-Bonucci (Dynamic)[25]
- 1998 – Tailleferre: Works for Violin and Piano – Bruno und Franco Mezzena (Dynamic)[26]

## Ehrungen
- 1996: Verdienstorden der Italienischen Republik (Komtur)[27]
- 1967: Benemerenza del Drappo di San Vigilio di Trento

## Publikationen
- mit Nunzio Montanari: J. S. Bach. Ventitré Pezzi facili per pianoforte. Edizioni musicali Bèrben, Ancona.
- mit Nunzio Montanari: J. S. Bach. 24 Pezzi dal libro di Anna Magdalena. Edizioni musicali Bèrben, Ancona.
- mit Nunzio Montanari: J. S. Bach. Invenzioni a due voci. Edizioni musicali Bèrben, Ancona.
- mit Nunzio Montanari: J. S. Bach. Invenzioni a tre voci. Edizioni musicali Bèrben, Ancona.
- mit Nunzio Montanari: J. S. Bach. Due Suite Inglesi (n. 2 / n. 3). Edizioni musicali Bèrben, Ancona.
- mit Nunzio Montanari: J. B. Cramer. 60 Studi per pianoforte. Edizioni musicali Berben, Ancona.
- mit Celestino Eccher: Sette canzoncine per bambini (Transkriptionen für Klavier und Gesang). Edizioni Musicali 2000, Bologna.